# Final da Copa do Nordeste de Futebol de 2024
A final da Copa do Nordeste de Futebol de 2024 foi a 21.ª final da Copa do Nordeste de Futebol, competição regional brasileira organizada anualmente pela Confederação Brasileira de Futebol (CBF) e Liga do Nordeste. Foi disputada por CRB, de Alagoas, e Fortaleza, do Ceará, entre 5 a 9 de junho. Os cearenses sagraram-se campeões ao vencerem nos pênaltis os alagoanos por 5–4, após um empate por 2–2 no agregado.

## Antecedentes e caminhos até à final
O Fortaleza buscava seu 3.° título, enquanto o CRB buscava seu 1.° título. Essa foi a primeira vez na história em que ambas equipes enfrentaram-se numa decisão de Copa do Nordeste. O Tricolor já havia participado anteriormente nas decisões de 2019 e 2022, onde sagrou-se campeão nas duas edições, frente o Botafogo-PB e Sport, respectivamente. O Galo, no entanto, havia participado apenas da primeira decisão da história, em 1994, onde foi goleado pelo Sport na decisão por 3–0, em jogo único, e buscava o primeiro título de um clube alagoano no torneio.
Nas vésperas da primeira decisão, o Tricolor firmou uma parceria pontual com a Casa do Celular, para os dois jogos, enquanto o CRB homenageou nas redes sociais Dona Enaura e Seu Paulo, torcedores históricos que sempre estavam presentes nos jogos do Galo, antes de faleceram em 2011 e 2023, respectivamente. Nesta edição, se enfrentaram uma única vez, na vitória do Galo da Pajuçara por 1–0, válida pela fase de grupos.

### CRB

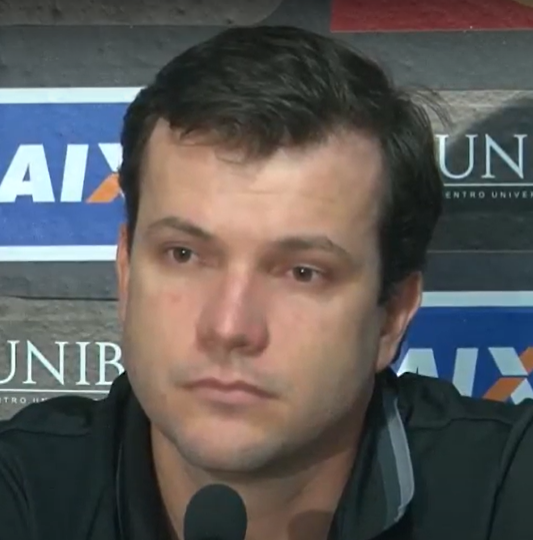
Daniel Paulista (imagem de 2017), treinador do CRB.

O CRB estreou em 3 de fevereiro contra o Itabaiana, vencendo por 2–0. Depois da vitória frente o Fortaleza na 2.ª rodada, empatou com o Treze por 1–1, perdeu para o Bahia por 0–1, empatou com o ABC por 2–2, venceu a Juazeirense por 3–1, empatou com o Náutico por 1–1, e venceu o Altos por 2–0. Pelas quartas de final, eliminou o Botafogo-PB nas penalidades por 4–3, após um empate sem gols. Pelas semifinais, eliminou o Bahia nas penalidades por 8–7, depois de outro empate sem gols. Foi a segunda vez em que o CRB se classificou à decisão desde 1994, e a terceira vez em que um clube alagoano chegou à decisão, sendo a última em 2013, quando o ASA de Arapiraca foi vice-campeão frente o Campinense.
O treinador do CRB, Daniel Paulista, estava em sua segunda passagem pelo clube. Fez uma breve passagem pelo Galo em 2022, contudo, saiu após divergências com o presidente do clube. Retornou em maio de 2023 e permaneceu desde então. Vinha de resultados positivos para a decisão, pois o CRB havia sido campeão estadual e avançou às oitavas de final da Copa do Brasil de 2024. Daniel Paulista, durante uma coletiva, também destacou que a equipe precisaria "incomodar e ser agressiva", e negou favoritismo, afirmando ser do Fortaleza, mas disse que a equipe "faria de tudo para sair com um bom resultado".

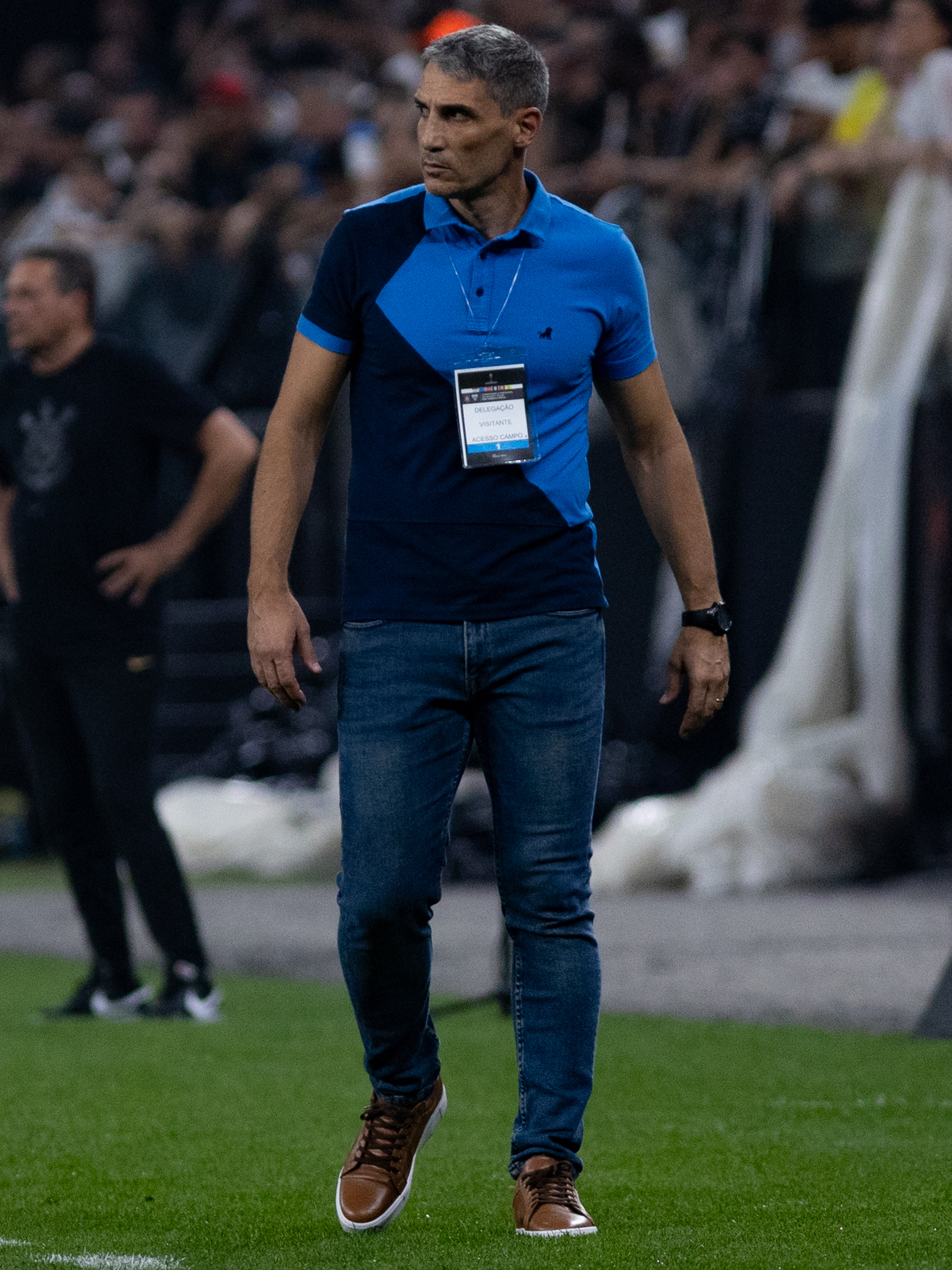
Juan Vojvoda (imagem de 2023), treinador do Fortaleza.

## Primeira partida

### Detalhes
| 5 de junho                      | Fortaleza                             | 2 – 0          | CRB | Fortaleza (CE) |  |
| 21:30                           | Moisés 41' · Juan Martín Lucero 45+3' | Súmula Borderô |     | Estádio: Arena Castelão Público: 45 866 Renda: R$ 1 136 006,00 Árbitro: PE Paulo Belence Alves dos Prazeres Filho |  |
| \| \| Fortaleza \| \| CRB \| \| |                                       |                |     | |  |
|                                 | Fortaleza                             |                | CRB | |  |

## Segunda partida

### Detalhes
| 9 de junho                                          | CRB                | 2 – 0 (4–5 pen.)                                                | Fortaleza | Maceió (AL)                                                                                             |  |
| 16:30                                               | João Neto 67', 87' | Súmula Borderô                                                  |           | Estádio: Rei Pelé Público: 14 475 Renda: R$ 1 054 870,00 Árbitro: BA Emerson Ricardo de Almeida Andrade |  |
|                                                     |                    | Penalidades                                                     |           | |  |
| Anselmo Ramon Gegê João Neto Hereda Matheus Ribeiro |                    | Juan Martín Lucero Pedro Rocha Zé Welison Hércules Yago Pikachu |           | |  |
| \| \| CRB \| \| Fortaleza \| \|                     |                    |                                                                 |           | |  |
|                                                     | CRB                |                                                                 | Fortaleza | |  |